# Jack Bradbury
Jack Bradbury (* 27. Dezember 1914 in Seattle; † 15. Mai 2004; eigentlich John Morin Bradbury) war ein US-amerikanischer Autor und Comiczeichner.

## Karriere
Die Karriere von Bradbury begann 1934 bei Disney. Bis zum Jahr 1941 zeichnete er kleinere Cartoons (wie die Silly Symphonies), außerdem arbeitete er an großen Filmen wie Pinocchio, Bambi und Fantasia mit.
In den Jahren 1942 bis 1944 produzierte er bei Warner Brothers Bugs-Bunny-Cartoons. Danach wechselte er mehrfach die Studios. 1963 landete er wieder bei Disney, wo er bis in die 1980er-Jahre hinein Comics mit vielfältigen Charakteren zeichnete. Sein Repertoire reichte von Oswald dem lustigen Hasen (der Vorläuferfigur von Micky Maus) und Donald Duck über Micky Maus selbst, Ede Wolf (aus dem Comic zu Die drei kleinen Schweinchen) bis Cinderella. Ab 1978 schränkte er seine Produktionszahl aufgrund eines Augenleidens erheblich ein.

## Veröffentlichungen als Zeichner
- Doppelt genäht hält besser (in LTB 121)
- Der Baum der Zwietracht (in LTB 131)
- Die Karte für den Chef (in LTB 131)